# Domingo Bello y Espinosa
Domingo Bello y Espinosa (La Laguna, Tenerife; 1817-1884) fue un botánico español, reconocido abogado, quien dedicó sus horas francas a la botánica y elaboró una proficua obra sobre plantas portorriqueñas.

## Biografía
Después de estudiar Derecho, en 1845, en Universidad de San Fernando, fue por un corto tiempo, alcalde de La Laguna. De 1845 a 1847 fue secretario del Colegio de Abogados de Santa Cruz de Tenerife. En 1850, migró a Puerto Rico, donde se instaló en Mayagüez, abriendo un despacho de abogados con éxito. Allí se casa con Leocadia Raldiris y Ferrán, natural de Mayaguay, teniendo dos hijos: Isabel y José. Pudo realizar estudios botánicos, especialmente en el oeste de Puerto Rico. Y fue amigo cercano del cónsul inglés y alemán Carl Wilhelm Leopold Krug, con quien trabajó en los últimos años, y que lo ayudó con muchas ilustraciones. En 1878 regresó a Tenerife, donde murió en 1884. En 1880 participó en la Exposición Internacional de Pesca en Berlín, y estudió la colección botánica de Berlín-Dahlem.
Su obra más conocida es Apuntes para la Flora de Puerto-Rico, que publicó entre 1881 y 1883, en dos volúmenes, e incluye una lista de 964 especies. Se basó en sus colecciones preciosamente conservadas como curador. Ese curado se aprecia en cualquier sección de la obra. Un segundo libro, titulado Un Jardín Canario lo dedicó Bello y Espinosa a la flora canaria. Lamentablemente, su herbario ubicado en el del Jardín y Museo Botánico de Berlín-Dahlem, fue destruido por los insectos.

## Algunas publicaciones
- 2005. Un jardín canario. Voces de La Laguna. Ed. Idea, 140 pp. ISBN 84-96570-31-2, ISBN 978-84-96570-31-3

## Epónimos
Género
- (Asteraceae) Belloa J.Rémy[4]

Especies
- (Asclepiadaceae) Cynanchum belloi P.T.Li[5]
- (Bromeliaceae) Vriesea belloi Leme[6]
- (Chrysobalanaceae) Licania belloi Prance[7]
- (Myrtaceae) Eugenia belloi Barrie[8]
- (Orchidaceae) Epidendrum belloi Hágsater[9]
- (Orchidaceae) Habenaria belloi Schltr.[10]
- (Piperaceae) Piper belloi Yunck.[11]